# Samboulandiang
Samboulandiang est un village du Sénégal situé en Basse-Casamance. Il fait partie de la communauté rurale de Kataba 1, dans l'arrondissement de Kataba 1, le département de Bignona et la région de Ziguinchor. Il est voisin de Brikamanding à l'est.
Lors du dernier recensement (2002), la localité comptait 456 habitants et 63 ménages.